# Боратав, Коркут
Коркут Боратав (тур. Korkut Boratav, родился в 1935) — турецкий марксистский экономист и историк.
Родился в Конье. После окончания гимназии в Анкаре в 1955 г. поступил там в университет на юридический факультет. В 1960 г. стал преподавателем и исследователем по финансам и экономике, изучал государственные финансы. В 1964 г. получил докторскую степень. Преподавал в Кембриджском университете в 1964—1966 гг. В 1972 г. стал младшим профессором в Университете Анкары. В 1975 г. работал в области здравоохранения и социального обеспечения в структурах ООН в Женеве. В начале 1980 г. стал профессором университета Анкары. Но через три года был отстранён от занимаемой должности после военного переворота в Турции. Преподавал в университете Зимбабве в Хараре В 1984—1986 гг., но в конце концов вернулся на свою предыдущую позицию в университете Анкары. Ушёл в отставку в 2002 г. В 2005 г. была организована Университетом Анкары и Турецким Историческим Обществом конференция о его работе и деятельности. Продолжает публиковаться в качестве одного из самых влиятельных исследователей турецкой экономики и экономической истории.

## Книги
- Türkiye’de Devletçilik 1923—1950 (Статистика в Турции 1923—1950) (1962)
- Gelir Dağılımı ve Kamu Maliyesi (Распределение доходов и государственные финансы) (1965)
- Uluslararası Sömürü ve Türkiye (Международная эксплуатация и Турция) (1979)
- Tarımsal Yapılar ve Kapitalizm (Аграрные структуры и капитализм) (1980)
- Bölüşüm Sorunları ve İktisat Politikaları (Проблемы экономического распределения и экономической политики) (1983)
- Türk İktisat Tarihi 1908—1985 (История турецкой экономики 1908—1985) (1988)